# Thomas Höllbacher
Thomas Höllbacher (* 12. Oktober 1976 in Salzburg) ist ein ehemaliger österreichischer Judoka.

## Leben
Er kämpfte für den Judoclub ASV-ÖGJ Judo Salzburg in der Bundesliga. Wegen Ludwig Paischer war er nur im erweiterten Kader der österreichischen Nationalmannschaft. 2000 wurde er österreichischer Meister in der Gewichtsklasse bis 60 kg. Sein größter Erfolg war der dritte Platz beim Weltcupturnier in Basel 1996.
Er kämpfte auch in der deutschen Bundesliga für den Judoclub JC Leipzig.
2010 arbeitete er als Finanzberater bei Wüstenrot in Salzburg.
Er war als regionaler Marketingdirektor bei der Berner SE in Österreich beschäftigt.

## Internationale Erfolge
Folgende Erfolge konnte Höllbacher jeweils in der 60-kg-Gewichtsklasse erreichen:
- 3. Rang Swiss International Basel 1996
- 5. Rang A-Tournament Sofia 2002